# Първият човек
„Първият човек“ (на английски: First Man) е щатска биографична драма от 2018 г. на режисьора Деймиън Шазел, по сценарий на Джош Сингър. Базиран на книгата „Първият човек: Животът на Нийл Армстронг“ от Джеймс Р. Хансен през 2005 г., участват Райън Гослинг в ролята на Нийл Армстронг, заедно с Клеър Фой, Джейсън Кларк, Кайл Чандлър, Кори Стол, Кристофър Абът и Киърън Хайндс, и проследява годините, водещи до мисията на „Аполо 11“ до Луната през 1969 г. Стивън Спилбърг служи като изпълнителен продуцент на филма.
Проектът е официално обявен през 2003 г., докато Клинт Истууд е нает да режисира. След като изпълнението пропадна, Шазел, Гослинг и Сингър се подписаха през 2015 г., и снимките започнаха в Атланта през ноември 2017 г.
Световната премиера на филма се проведе във Филмовия фестивал във Венеция на 29 август 2018 г., и е пуснат по кината в Съединените щати на 12 октомври 2018 г. от „Юнивърсъл Пикчърс“.

## Актьорски състав
| Актьор               | Роля                                      |
| -------------------- | ----------------------------------------- |
| Райън Гослинг        | Нийл Армстронг                            |
| Клеър Фой            | Джанет Армстронг, първата съпруга на Нийл |
| Джейсън Кларк        | Едуард Уайт, приятел и съсед на Нийл      |
| Кайл Чандлър         | Доналд Слейтън                            |
| Кори Стол            | Едуин Олдрин                              |
| Патрик Фуджит        | Елиът Сий                                 |
| Кристофър Абът       | Дейвид Скот                               |
| Киърън Хайндс        | Робърт Гилрут                             |
| Оливия Хамилтън      | Пат Уайт, съпруга на Ед                   |
| Пабло Шрайбър        | Джеймс Ловел                              |
| Шей Уигъм            | Върджил Грисъм                            |
| Шон Ерик Джоунс      | Уолтър Шира                               |
| Лукас Хаас           | Майкъл Колинс                             |
| Итън Ембри           | Чарлс Конрад                              |
| Брайън д'Арси Джеймс | Джо Уокър                                 |

## В България
В България филмът е пуснат по кината на същата дата от „Форум Филм България“.
На 28 февруари 2022 г. е излъчен премиерно по „Би Ти Ви Синема“ в понеделник от 21:00 ч.
Български дублаж
| Озвучаващи артисти  | Ася Братанова Иван Танев Владимир Колев Мартин Герасков Иво Райков |
| Преводач            | Райка Цветкова                                                     |
| Тонрежисьор         | Емил Енев                                                          |
| Режисьор на дублажа | Дора Ангелова                                                      |